# Muthanampalayam
Muthanampalayam es una ciudad censal situada en el distrito de Tirupur en el estado de Tamil Nadu (India). Su población es de 26014 habitantes (2011). Se encuentra a 8 km de Tirupur y a 51 km de Coimbatore.

## Demografía
Según el censo de 2011 la población de Muthanampalayam era de 26014 habitantes, de los cuales 13208 eran hombres y 12806 eran mujeres. Muthanampalayam tiene una tasa media de alfabetización del 84,33%, superior a la media estatal del 80,09%: la alfabetización masculina es del 89,46%, y la alfabetización femenina del 79,07%.